# Света Моника
Моника Тагастинска (331, Африка - 387, Остија Антица) је хришћанска светитељка. Главни извор који говори о њеном животу је „Исповест” једног од њене деце, светог Августина Хипонског.

## Биографија
Моника је рођена у хришћанској породици, вероватно варварског порекла. У младости, Моника је постала зависна од алкохола, али је успела да се ослободи лоше навике. Убрзо се удала за Патрицијуса, званичника из града Тагасте (данашњи Соук-Ахрас у Алжиру). Према Августиновим мемоарима, он је био љубазан човек који је, ипак, често варао своју жену и грдио је. Жена му је, напротив, одговорила потпуном преданошћу и покорношћу, што је довело до Патрицијевог преобраћења у хришћанство.
Моника је одгајала сина у хришћанском духу, али га није крстила. Након тога, имала је неколико визија које се тичу његове будућности. Мајка је била против Августиновог пресељења у Италију, али је онда и сама кренула за њим. Тамо је Моника постала ученица Амвросија Миланског, који је њеног сина преобратио у православно хришћанство. Умрла је у Италији.
Налет интересовања за Монику настао је 1430. године, у вези са преносом њених моштију из Остије у Рим. Њој је у част названо неколико места у Остији, Риму, Напуљу, Фиренци и другим местима.